# Marriot Arbuthnot
Pour les articles homonymes, voir Arbuthnot.
 (avril 2017).
Si vous disposez d'ouvrages ou d'articles de référence ou si vous connaissez des sites web de qualité traitant du thème abordé ici, merci de compléter l'article en donnant les références utiles à sa vérifiabilité et en les liant à la section « Notes et références ».
Marriott Arbuthnot, né en 1711 à Weymouth et mort le 31 janvier 1794, est un amiral britannique. Il commande[réf. souhaitée] la base de la Royal Navy en Amérique du Nord pendant la guerre d'indépendance des États-Unis.

## Biographie
Originaire de Weymouth en Angleterre, Arbuthnot était le fils de Robert Arbuthnot et de Sarah, née Bury. Le père était le fils du révérend Robert Arbuthnot, ministre de Chrichton et de Cranston. 
Marriott Arbuthnot entre[réf. souhaitée]  dans la marine royale britannique vers la fin des années 1720, et devient lieutenant en 1739, commandant en 1746 et capitaine en 1747. En 1759, pendant la guerre de Sept Ans, il a commandé[réf. souhaitée]  le Portland, un des bateaux utilisés par le commodore Robert Duff dans le blocus de la baie de Quiberon et la bataille des Cardinaux, et était présent[réf. souhaitée]  à la défaite des Français le 20 novembre. 
De 1775 à 1778, il était commissaire naval à Halifax en Nouvelle-Écosse. Il était lieutenant-gouverneur de la Nouvelle-Écosse, 1776-78. Il a été remplacé dans ce rôle par Richard Hughes. 
En 1779, il est fait vice admiral, et commandant en chef de la station nord-américaine. Peu après être arrivé à destination, il reste bloqué dans le port de New York par la flotte française du comte d'Estaing. En décembre 1779, Arbuthnot a transporté les troupes de Henry Clinton à Charleston en Caroline du Sud, et a coopéré avec lui à étendre le siège à cette ville. 
Après le siège de Charleston, il commande la frégate HMS Roebuck. En 1781, il a combattu l'escadron français de Newport, à la bataille du cap Henry, avant son retour en Angleterre. En décembre 1781, il intercepte un gros convoi français au large de la Bretagne. Il devient amiral par ancienneté, en février 1793. Il est mort à Londres l'année suivante, laissant deux fils, John et Charles.
Le fait qu'il était ignorant[réf. souhaitée]  dans la discipline de sa profession a été avéré par sa dispute[réf. souhaitée]  avec George Brydges Rodney ; il avait même une connaissance rudimentaire[réf. souhaitée]  de la tactique navale. Ceci a été montré par sa conduite absurde lors de la bataille de Cap Henry. Du reste, il apparaît dans les histoires contemporaines en tant qu'un despote brut, un grossier personnage, et, dans l'histoire, comme un échantillon de l'extrémité à laquelle la gestion de Lord Sandwich avait mené la marine britannique.
On pense[Qui ?] que l'amiral Arbuthnot était lié à John Arbuthnot, mathématicien.[réf. nécessaire]